# Adventure Vision
Adventure Vision je herní konzole, která byla vyráběna firmou Entex v roce 1982. Konzole je vybavena vlastním zobrazovačem, který je poměrně unikátní, protože nepoužívá žádné CRT nebo LCD. Místo toho je vybaven sloupcem 40 LED diod, jejichž světlo je rozmítané rotujícím zrcadlem. Výsledný obraz je monochromatický (červený) v rastru 150x40 bodů.
Podobnou zobrazovací technologii používá také Virtual Boy od Nintenda

## Hry
Pro konzoli Entex vydal celkem 4 hry:
- Defender
- Super Cobra
- Turtles
- Space Force

## Technická specifikace
- CPU: Intel 8048 @ 733 kHz
- Zvuk: National Semiconductor COP411L @ 52.6 kHz
- RAM: 64 byte (interní paměť 8048), 1K na základní desce
- ROM: 1K (interní paměť 8048), 512 bytes (interní paměť COP411L), 4K (modul se hrou)
- Vstup: joystick, 4 tlačítka po obou stranách joysticku
- Grafika: 150x40